# 方颖超
方颖超（1982年8月3日—），生於上海，是已退役中国男排运动员。小學三年級時接觸排球。1998年，16岁的方颖超入選上海青年男排，司职主攻。2002年，方颖超入選上海男排，司职接应。2005年后多次入选中国男排，一度是汤淼的替补。汤淼瘫痪後，方颖超接替了汤淼在上海队和国家队的位置。後來方颖超代表中国队参加了2008年夏季奥林匹克运动会。2012年從上海大學畢業。退役後一度出任上海男排执行主教练。